# Красний Маяк (Куюргазинський район)
Красний Маяк (рос. Красный Маяк, башк. Красный Маяк) — присілок у складі Куюргазинського району Башкортостану, Росія. Входить до складу Мурапталовської сільської ради.
Населення — 169 осіб (2010; 129 в 2002).
Національний склад:
- башкири — 73%